# Shimmy

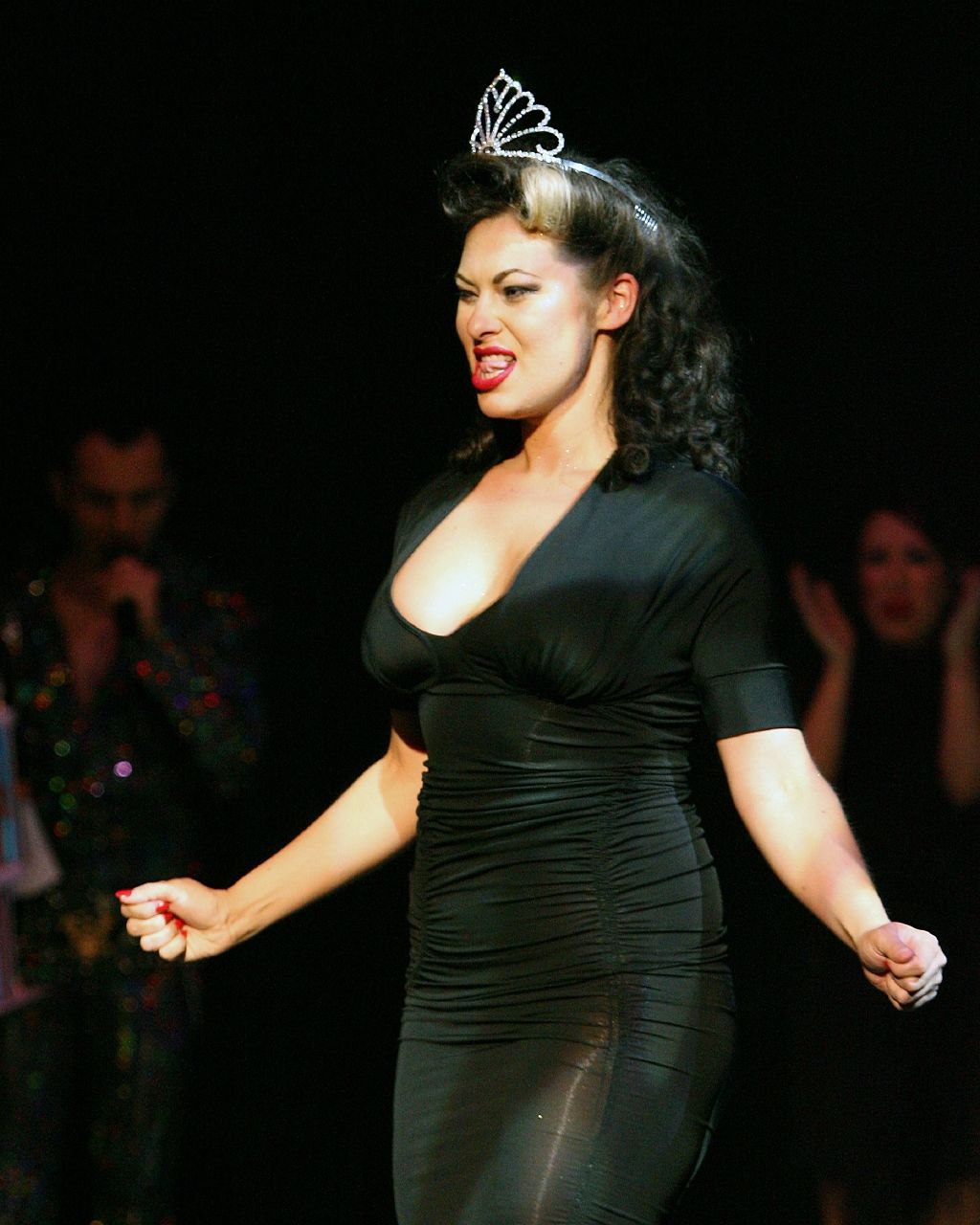
Immodesty Blaize, Miss Exotic World 2007, bailando "shimmy".

El shimmy es un baile de salón que estuvo de moda en torno a los años 1920. Se caracteriza por una postura totalmente rígida del tronco, los codos ligeramente doblados y un movimiento alterno de los dos hombros: al avanzar el hombro derecho, se echa hacia atrás el izquierdo y viceversa, pero sin cambiar la posición de las manos.

## Historia
Nació en los Estados Unidos heredando rasgos de los bailes negros de fines del siglo XIX, y fue posteriormente modificado por inmigrantes blancos que veían en él un parecido con las tradiciones gitanas. Tras la Primera Guerra Mundial, se popularizó en Inglaterra, siendo una de las canciones de éxito de 1918 «Everybody Shimmies Now», cantada por Sophie Tucker y por Mae West. Otras bailarinas célebres fueron Gilda Gray, apodada «la reina del shimmy», y Frances White.
Dice una anécdota que, cuando se le preguntó a Gilda Gray, inmigrante polaca, sobre su estilo de baile, contestó «I'm shaking my chemise» («Agito mi camisa») con un fuerte acento. Sin embargo, en una entrevista, Gray negó haber dicho esto, y, además, se han registrado usos anteriores de este término. A finales de los años 1910, se atribuyó la invención de la palabra shimmy a otras personas tales como Bee Palmer y Mae West.